# 捍衛者號驅逐艦

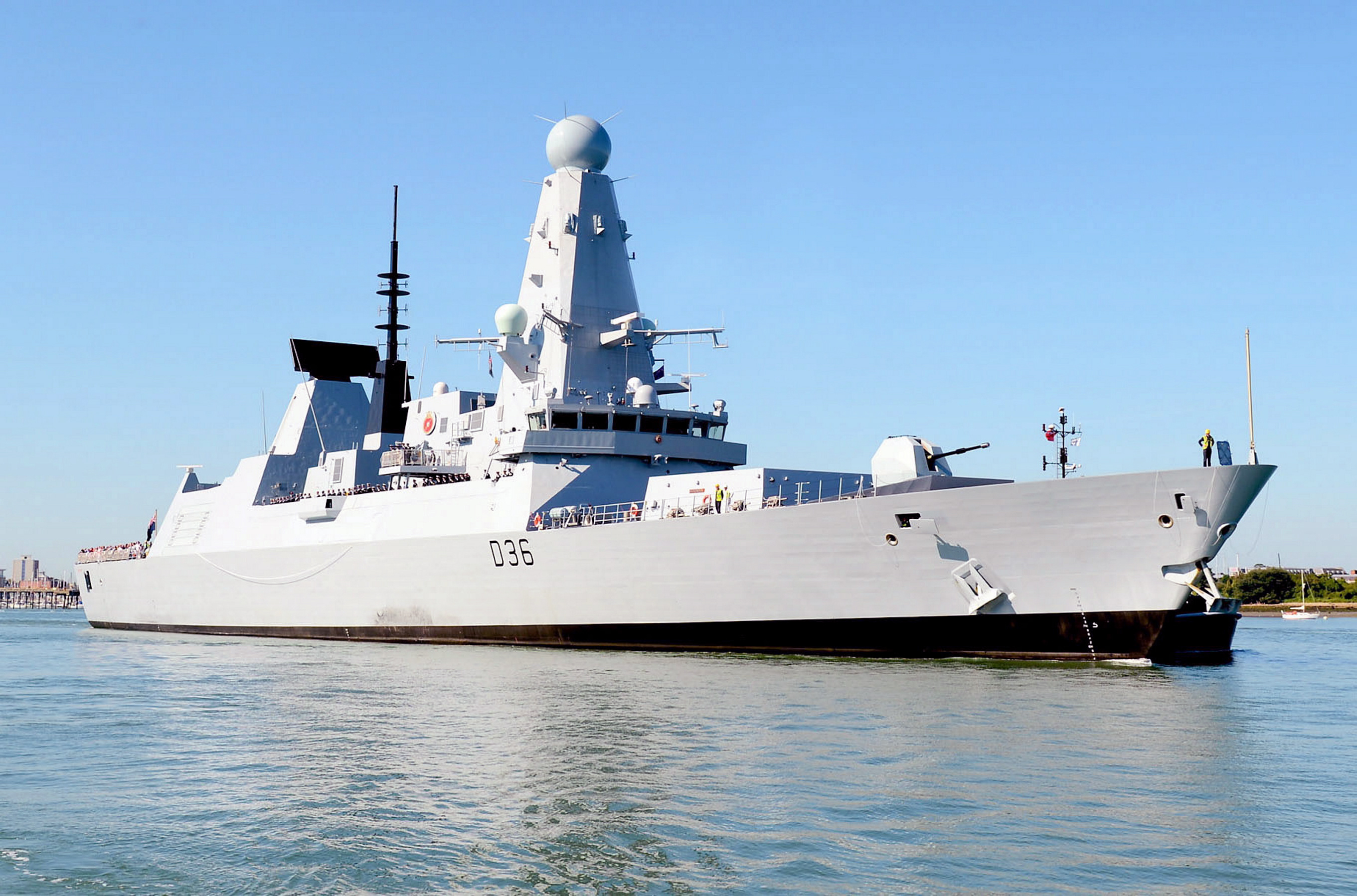
捍衛者號驅逐艦

捍衛者號驅逐艦（HMS Defender）是英國皇家海軍第五艘45型驅逐艦，于2006年开始建造，并于2009年下水。2011年10月至11月期間完成第一次海试，2013年3月正式服役。

## 建造
捍衛者號驅逐艦于2006年7月，在位於克莱德河的BAE系统海军舰艇（现在是BAE系统水面舰艇的一部分）船厂开始建造。下水日期为2009年10月21日。

## 事紀
2021年6月23日，俄罗斯联邦国防部发表声明指，捍衞者號驅逐艦駛到距離克里米亞半島海岸約10海里，一艘俄罗斯海军舰艇向捍衛者號驅逐艦发出「向天鳴炮」警告，一架Su-24M亦在保衛者號驅逐艦預訂航行路線上，投下了4枚OFAB-250-270型高爆航空炸彈，將英艦驅離。 英國國防部否認雙方曾經發生衝突，指捍衞者號沒有受到任何「鳴炮」警告，在無威脅情況下通過烏克蘭領海，認為俄軍只是恰好在附近進行演習。事件中無人受傷。隨後俄羅斯公佈「鳴炮」警告影片。